# Al-Haszimijja (Jordania)
Al-Haszimijja – miejscowość w Jordanii, w muhafazie Adżlun. W 2015 roku liczyła 9509 mieszkańców.